# Mirko Antonucci
Mirko Antonucci (Rome, 11 maart 1999) is een Italiaans voetballer die doorgaans als vleugelspeler speelt. Hij speelt in de Serie B bij Spezia Calcio.

## Clubcarrière

### Roma
Antonucci sloot zich op dertienjarige leeftijd aan bij de jeugd AS Roma. Op 28 september 2017 tekende hij een profcontract. Op 24 januari 2018 volgde zijn debuut in de Serie A tegen UC Sampdoria. Op 2 mei 2018 debuteerde Antonucci in de UEFA Champions League in de halve finale tegen Liverpool. In juli 2018 werd bekend dat hij één seizoen verhuurd wordt aan Pescara.

#### Pescara
Op 19 juli 2018 werd Antonucci uitgeleend aan Delfino Pescara 1936, deze uitleenbeurt kwam aan zijn eind op 30 juni 2019.

#### Vitória de Setúbal
Op 30 januari 2020 kwam een tweede uitleenbeurt. Antonucci vertrok naar Portugal en kwam bij Vitória FC terecht tot het eind van het seizoen. Zijn uitleenbeurt kwam echter vervroegd tot een einde toen hij een video plaatste op TikTok van zichzelf die aan het dansen was na een nederlaag tegen Boavista FC.

#### Salernitana
Na het korte avontuur in Portugal keerde Antonucci terug naar de heimat. Op 5 oktober 2020 vertrok hij op uitleenbasis naar US Salernitana 1919.

### Cittadella
Op 30 juli 2021 verruilde Antonucci officieel AS Roma voor Cittadella, een club die uitkwam in de Italiaanse Serie B. Hij kwam uiteindelijk voor AS Roma zeven officiele duels in actie.

### Spezia Calcio
Op 1 augustus 2023 kondigde het onlangs naar de Serie B gedegradeerde Spezia aan Antonucci voor vier jaar gecontracteerd te hebben.

#### Cosenza Calcio
Op 1 februari 2024 werd bekend dat Antonucci tot het eind van het seizoen uitgeleend zou worden naar de eveneens in Serie B spelende club Cosenza Calcio

## Interlandcarrière
Antonucci speelde voor meerdere Italiaanse nationale jeugdelftallen. In 2018 debuteerde hij in Italië –20.